# Trichonyssodrys aureopilosus
Trichonyssodrys aureopilosus är en skalbaggsart som beskrevs av Monné 1990. Trichonyssodrys aureopilosus ingår i släktet Trichonyssodrys och familjen långhorningar.
Artens utbredningsområde är Venezuela. Inga underarter finns listade i Catalogue of Life.